# Farvar (ort i Hamadan)
Farvar (persiska: فَروَز, فرور) är en ort i Iran.   Den ligger i provinsen Hamadan, i den nordvästra delen av landet, 280 km sydväst om huvudstaden Teheran. Farvar ligger 1 814 meter över havet och antalet invånare är 456.
Terrängen runt Farvar är huvudsakligen kuperad, men österut är den bergig. Runt Farvar är det ganska tätbefolkat, med 104 invånare per kvadratkilometer. Närmaste större samhälle är Malāyer, 10,5 km nordväst om Farvar. Trakten runt Farvar består i huvudsak av gräsmarker.